# Роялісти (Війни за незалежність іспанських колоній в Америці)
Роялісти (ісп. Realistas) — частина населення іспанських колоній в Латинській Америці (переважно корінні народи та частина європейців), яка боролася за збереження цілісності Іспанської монархії під час війн за незалежність іспанських колоній в Америці.

## Політична еволюція

### Виникнення

Східне узбережжя Південної Америки після битв при Чакабуко та Майпу (1817—1818). Вальдивія та Чилое були анклавами роялістів, оскільки були доступні тільки з моря.

Створення хунт в Іспанській Америці в 1810 році стало прямим наслідком подій в Іспанії за останні два роки. 1808 року король Фернандо VII був примушений Наполеоном зректися престолу на його користь. Наполеон віддав іспанський престол своєму братові Жозефові. Верховна центральна хунта чинила спротив французькій окупації, проте безуспішно. 1 лютого 1810 року французи висадилися в Севільї, захопили її, а також більшу частину Андалусії. Верховна хунта відступила до Кадіса та саморозпустилася на користь Регентської ради. Після того як звістка про це дійшла до іспанських колоній, там відбувся розкол серед королівських військових і чиновників: одні підтримали збереження статусу-кво, інші ж вимагали автономії та встановлення місцевого самоуправління, спочатку шляхом створення хунти для захисту колоній від Франції або від іспанського уряду, який не міг, на думку колоніальних чиновників, законно претендувати на владу в Іспанії та колоніях. Хунти були успішно створені у Венесуелі, Новій Гранаді та Ла-Платі. Спочатку створені хунти заявляли, що діють від імені короля Фернандо VII. У низці регіонів відбулися безуспішні спроби створити хунти. Декілька хунт спочатку вирішили визнати Регентську раду. Створення хунт кинуло виклик іспанським королівським чиновникам та праву Іспанії правити своїми колоніями в Америці.
За кілька місяців були скликані Генеральні кортеси — традиційний іспанський парламент; за місцем проведення (місто Кадіс) їх називають Кадіськими. У складі Кадіських кортесів були і представники американських колоній. Регентська рада та кортеси почали призначати чиновників до всіх колоній. Тих, хто підтримав новий уряд, у колоніях називали «роялістами», а ті, хто надалі підтримували існування хунт, називали себе «патріотами», деякі з яких були прихильниками проголошення абсолютної незалежності від Іспанії. Після того як кортеси почали проводити ліберальні реформи та розробляти конституцію, серед роялістів відбувся ще один розкол: консерватори («абсолютисти») виступили рішуче проти таких реформ, а ліберали їх підтримали.

### Роль регіонального суперництва
Регіональне суперництво також зіграло вагому роль у війнах, що почалися в Іспанській Америці після створення хунт. Зникнення центральної імперської влади, а в деяких випадках і регіональної (як у Новій Гранаді та Ріо-де-ла-Платі) поклало початок процесові балканізації у багатьох регіонах Південної Америки. Було незрозуміло, які політичні інститути повинні замінити імперію; крім того, не було жодних нових або старих національних ідентичностей, які могли б замінити традиційне почуття місцевих креолів, що вони іспанці. Перші хунти, які виникли 1810 року, в першу чергу апелювали до іспанської ідентичності, яка протиставлялась французькій загрозі; пізніше — до американської ідентичності, яка протиставлялась півострову, захопленому Францією; згодом — до почуття місцевої ідентичності. Найчастіше хунти намагалися забезпечити незалежність своєї провінції як від колишньої столиці віцекоролівства чи генерал-капітанства, так і від півострова. Між провінціями точилися війни за те, чи повинні провінції підпорядковуватися колишнім центрам, як це було в часи імперії. Особливо помітним таке явище було в Ріо-де-ла-Платі та Новій Гранаді. Наприклад, 1776 року віцекоролівство Перу втратило Верхнє Перу на користь Ріо-де-ла-Плати, а під час війн 1810—1826 років відновило свій контроль над цим регіоном завдяки високій підтримці роялістів.

### Реставрація Фернандо VII
Реставрація Фернандо VII означала важливі зміни, оскільки більшість політичних та правових нововведень, що відбулися з обох сторін Атлантики, оскільки чимало органів влади діяли нібито від імені короля. Повернувшись до Іспанії, Фернандо VII відкинув Кадіську конституцію та наказав заарештувати ліберальних роялістів.
Це означало остаточний розрив із двома іншими групами, які потенційно могли стати союзниками короля — автономними урядами колоній та іспанськими лібералами, які мали значну підтримку за океаном, оскільки їхнє представництво складалося в тому числі із колоніальних представників. Провінції Нової Гранади зберігали формальну незалежність з 1810 року, окрім Венесуели, де прихильники незалежності та роялісти кілька разів змінювалися при владі. Щоб повернути Венесуелу та Нову Гранаду під свій контроль, Іспанія направила до Південної Америки експедицію із 10 500 солдатів та близько 60 кораблів. Ця військова кампанія була успішною, проте сили іспанської армії значно підкосили тропічні хвороби та розосередженість військ. Згодом під владу Іспанії повернувся Чилі. Повернення колоній під владу Іспанії в цей період називають Реконкістою. При цьому помірковані сили намагалися зберігати нейтралітет, а ліберали з обох боків Атлантичного океану намагалися відновити конституційну монархію як альтернативу незалежності.

### Відновлення Конституції Іспанії
Іспанські ліберали домоглися від Фернандо VII відновлення Кадіської конституції 1820 року, коли Рафаель Рієго-і-Нуньєс очолив повстання серед військ, які були зібрані для відправлення до Південної Америки. 7 березня королівський палац Мадрида був оточений військами на чолі з генералом Франсіско Бальєстеросом, а за три дні, 10 березня, король був змушений підписати Конституцію.
Повстання Рієго, яке виявилося початком Іспанської революції, значно вплинуло на перебіг війн у Південній Америці. По-перше, після цього до Америки більше ніколи не буде відправлено значних підкріплень, які були конче необхідні для бойових дій у Новій Гранаді; через це в роялістських арміях часто мали місце випадки дезертирства та переходу до армій партіотів. По-друге, в політичному контексті відновлення ліберального режиму змінило умови, за яких іспанський уряд намагався воювати з повстанцями. Новий ліберальний уряд наївно вважав, що у Південній Америці йде війна за іспанський лібералізм і що відновлена Конституція все ще може стати основою для примирення обох сторін. Уряд ввів Конституцію та провів вибори як в Іспанії, так і в заморських провінціях. Роялістські військові командувачі отримали наказ розпочати переговори з повстанцями про припинення бойових дій та укладення миру на умовах, що представники колоній входитимуть до нового представницького уряду.
Як виявилося, іспанська конституція стала основою незалежності країн Нової Іспанії та Центральної Америки. У цих країнах державотворчі процеси очолила коаліція консервативних та ліберальних роялістів. Були проведені вибори, сформовані органи місцевого самоврядування, а представників цих держав відправили до Іспанії для участі в засіданнях Кортесів. Однак серед лібералів існували побоювання, що новий режим не протримається, а серед консерваторів та духовенства — що уряд розширить ліберальні та антиклерикальні реформи. Така атмосфера нестабільності створила умови для укладення обома сторонами союзу. Цей союз остаточно склався наприкінці 1820 року без відома Аґустіна де Ітурбіде, якому тоді було наказано знищити партизанські загони Вісенте Герреро. Натомість Ітурбіде розпочав переговори, результатом яких було прийняття Ігуальського плану, який полягав у перетворенні Нової Іспанії на незалежне королівство, королем якої має стати Фернандо VII. Згідно з Кордовським договором, вищий іспанський чиновник у Мексиці затвердив Ігуальський план, і, хоча іспанський уряд не затвердив документ, у нього не було змоги відмовитись від виконання його умов. Врешті-решт, саме королівська армія Іспанії забезпечила незалежність Мексики.
Центральна Америка здобула незалежність разом з Новою Іспанією. Регіональні еліти підтримали умови Ігуальського плану та організували союз Центральної Америки з Мексиканською імперією в 1821 році. За два роки, після падіння режиму Ітурбіде, регіон, окрім Чіапасу, мирно відділився від Мексики та став називатися Сполученими провінціями Центральної Америки. Нова держава проіснувала 17 років: 1840 року під впливом центристських сил вона розпалася на сучасні Гватемалу, Беліз, Гондурас, Сальвадор, Нікарагуа та Коста-Рику.
У Південній Америці війни були викликані борцями за незалежність, які стримувались від своїх планів протягом останнього пів століття. Сімон Болівар та Хосе Франсіско де Сан-Мартін змогли вибороти незалежність для країн північної та південної частин континенту відповідно. У Південній Америці роялістські солдати, офіцери (як-от Андрес де Санта-Крус) та цілі підрозділи почали масово переходити на бік патріотів, оскільки становище королівських сил ставало дедалі гіршим. Наприкінці 1820-х років у Венесуелі, після того як було укладено договір про припинення вогню, багато підрозділів перетнули лінію фронту, розраховуючи на те, що іспанський контроль не протримається довго. Подібна ситуація склалася в Перу у 1822—1825 роках. Однак, на відміну від Мексики, в цих частинах Південної Америки військове і політичне керування було в руках патріотів, а не роялістів.
Падіння конституційного режиму в Іспанії в 1823 році мав і інші наслідки для війни в Південній Америці. Офіцери-роялісти, поділені на групи консерваторів та лібералів, вели між собою громадянські війни. Генерал Педро Антоніо Оланьєта, що керував Верхнім Перу, виступив проти ліберального віцекороля Хосе де ла Серна у 1823 році. Цей конфлікт дозволив військам Болівара та Антоніо Хосе де Сукре вторгнутися в країну та розпочати наступ, кульмінацією якого стала битва при Аякучо 9 грудня 1824 року. Королівська армія Перу капітулювала після вбивства Оланьєти 2 квітня 1825 року. Однак колишні роялісти відіграли помітну роль у державотворчих процесах у Перу та Болівії. У Болівії рояліст Казіміро Оланьєта проголосив незалежність країни, а в Перу колишні роялісти при владі скасували значну частину реформ Сімона Болівара після виведення його військ з країни.

## Роялістська армія

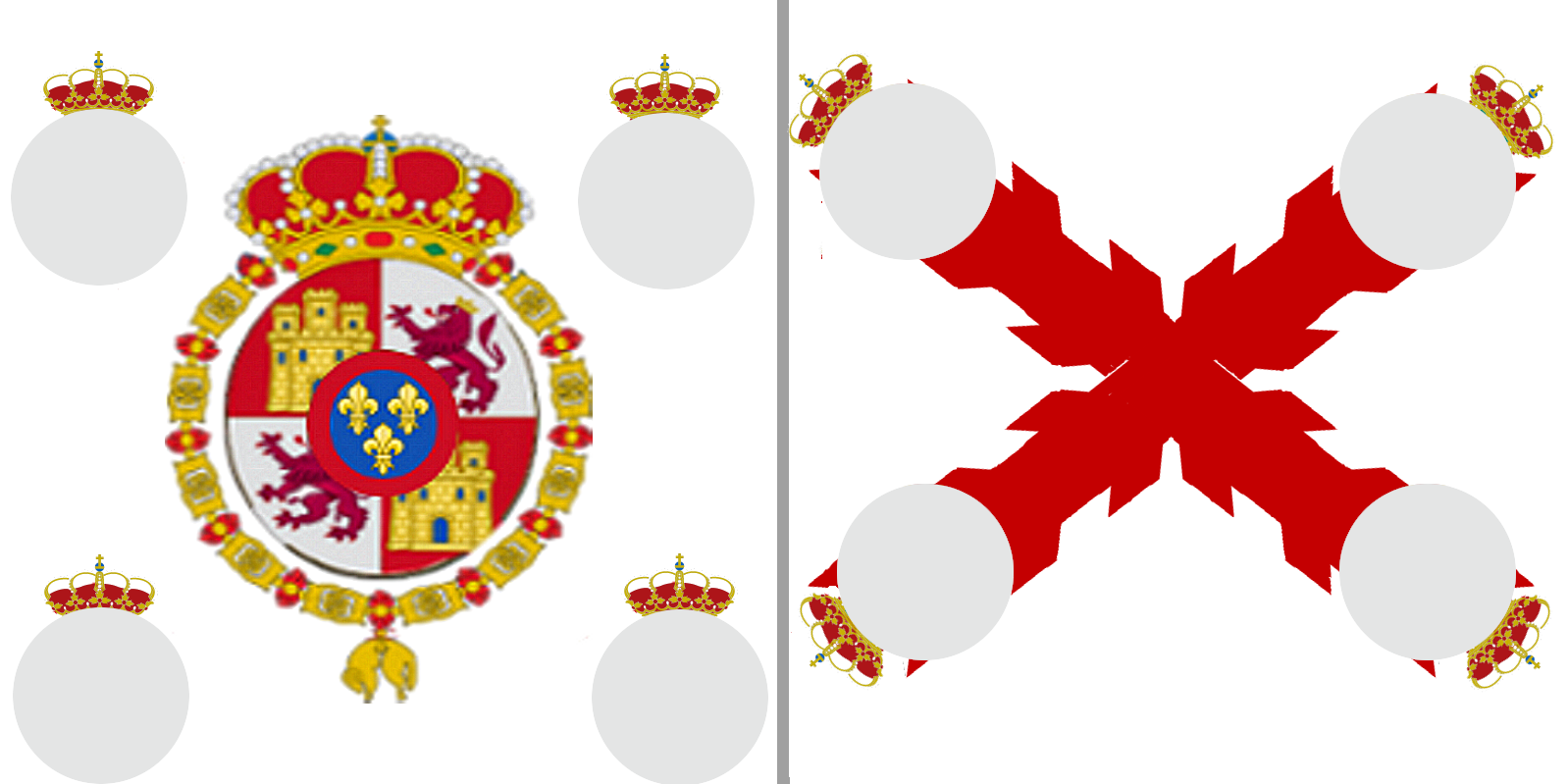
Королівські (зліва) та полкові (справа) стяги. Девіз: «За Релігію, Батьківщину та Короля! Хай живе Фернандо VII!»

Роялістська армія ділилася на два типи: експедиційні війська (ісп. expedicionarios) та міліція (ісп. milicias), які вже існували або були створені під час війн за незалежність. Підрозділи міліції, які своєю більшістю складалися з уродженців Іспанської Америки, були підкріплені «ветеранськими загонами» (або «дисциплінованими міліціонерами»), що складалися з ветеранів Піренейської війни європейського та іспано-американського (креольського) походження. Очікувалося, що підрозділи ветеранів стануть прикладом для досвідченої частини солдатів місцевої оборони, яким часто не вистачало тривалого військового досвіду. Ветеранські частини були створені у XVIII столітті в ході реформ Бурбонів з метою посилити обороноздатність армії Іспанської Америки порівняно з арміями інших європейських держав, що посилювалися.
В цілому, європейці сформували тільки близько десятої частини роялістських армій в Іспанській Америці і тільки половину експедиційних військ. Оскільки кожна втрата європейського військовослужбовця замінювалася солдатами іспано-американського походження, кількість європейців у арміях роялістів щоразу зменшувалася. Наприклад, у битві при Майпу їхня чисельність складала близько чверті роялістських військ, у битві при Карабобо — п'ятини, а при Аякучо — тільки 1 %.

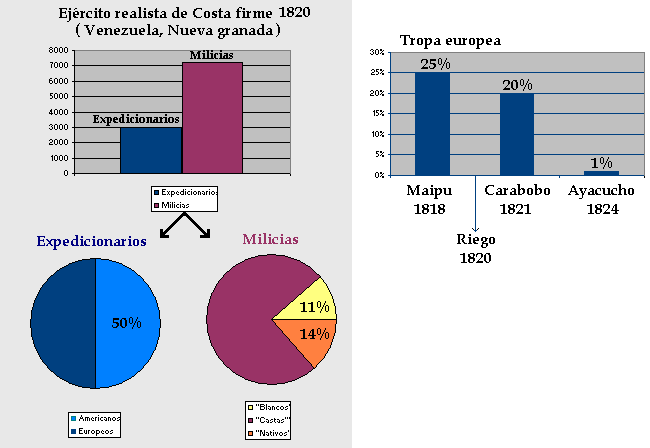
Армія роялістів